# Meir Arak

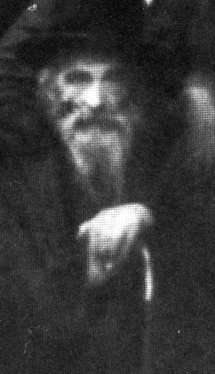
Meir Arak

Rab Meir, hijo de Aharon Yehuda Arak, (1855-1926, algunas veces escribió su apellido Arik) fue uno de los grandes rabinos de Galitzia, entonces en Polonia.
Rab Meir Arak nació en la ciudad de Arimlob en Galitzia, hoy en día Ucrania. Estudió con el autor del libro "Kojab Miyaacob" y también con Maarsha"m.
Después que el Maarsha"m su rabino, abandonó la ciudad de Islobitz en el año 1885, fue nombrado rabino de esa ciudad, manteniendo ese puesto por 27 años. En 1912 fue nombrado rabino de Botzatz, pero con la llegada de la Primera Guerra Mundial en 1914, se escapó a Viena, en el camino se quedó medio año en Bacroli en la casa del rabino de dicha ciudad, Rab Shaul Baruj. Cuando se escapaba se le perdieron 5 tomos amplios de preguntas y respuestas con lo cual sufrió mucho. Cuando regresó a Galitzia en 1917 fue nombrado como rabino en Baternob.
Sufrió muchas penurias económicas, pero eso no debilitó su constancia en el estudio de la Torá, justamente por ese motivo no pudo dedicarse a los asuntos comunitarios, y rechazo en varias ocasiones ser rabino de ciudades importantes.
Fue uno de los famosos rabinos de Galitzia, uno de sus alumnos fue Rab Meir Shapira de Lublin, Rab Shalom Rata, su sobrino Rab Aharon Yehuda Arak, y el Rab Reuben Margaliot. Fue Jasid Chortkob, sin embargo muchos admurim le enviaban preguntas de halajot. El Rab Isajar Dob Rokeaj de Belz dijo, que después de la muerte del Maarsha"m no se puede hacer nada, sin preguntar primero a Rab Meir Arak.
Uno de sus dictámenes más famosos fue la prohibición de anestesiar la zona del brit mila.
Falleció el 15 de Tishrei del 5.686 en la sucá después de realizar el kidush. Fue enterrado el segundo día de Sucot en Ternob. El Rab Eliahu Yehuda Hacohen Gotoirt, le hizo el spesd (lamentación) y lo escribió en su libro "Zion lanefesh jaia" impreso ese mismo año en Lemberg.
Uno de sus alumnos famosos, en la época de su ancianidad fue el Rab Yehoshua Menajem Harenberg autor del libro de preguntas y respuestas "Dibrei Yehoshua" después de la shoa fue Ab bet din de Tel Aviv.

## Sus libros
Fue autor de varios libros, entre ellos:
- "Tal Tora" sobre el Talmud Babli y Talmud Yerushalmi.
- "Minjat Kenaot" sobre masejet sota.
- "Minjat Pitim" sobre todos los tratados del Shuljan Aruj.
- "Imrei Yosher" sobre preguntas y respuestas.

## Sus Descendientes
Algunos viven en New York y otros en Argentina.
- Datos: Q2903495